# 傳記文學 (雜誌)
《傳記文學》，是中華民國的一份知名歷史文學刊物，於1962年6月1日由具有「野史館館長」稱號的劉紹唐所創辦，創刊宗旨為「提倡傳記文學，保存近代史料」，其內容包括歷史事件憶述、人物傳記、日記、書簡、歷史照片等。封面由蔣夢麟所題。
傳記文學出版社除發行《傳記文學》外，另出版有《傳記文學叢書》，包括陳布雷、秦德純、施肇基、齊白石、蔡元培、蔣作賓、陳濟棠、閻錫山等自述。

## 民國史到臺灣史
除了出版雜誌之外，雜誌社還出版一系列人物傳記與歷史叢刊等圖書，共約400餘種。累積了相當豐富的中國現代史史料，素有「民國史長城」之稱，享誉於海內外华人地区。2000年2月，隨著劉紹唐的病逝，《傳記文學》改由成露茜接任社長，直至2010年1月成露茜逝世為止；現在的社長為成露茜的二姊成嘉玲。除了沿襲傳統之外，也將關注焦點由以往的中國現代史範疇擴大至臺灣史料傳記等方面。

## 李敖評論
1982年，李敖認為：“《傳記文學》二十年，有功有過，功在很技巧的顯出了（還談不到揭發）國民黨的許多糗事；過在挾泥沙俱下，也幫國民黨做了太多不實的宣傳與偽證。” 李敖又提到，俞济时对他说“你们搞历史办杂志的人写得很辛苦，可是，”说着把手一挥，“都是假的！”